# لوردوکس-سنت-میشل
لوردوکس-سنت-میشل (به فرانسوی: Lourdoueix-Saint-Michel) یک کمون در فرانسه است که در اندر واقع شده‌است. لوردوکس-سنت-میشل ۱۹٫۶۷ کیلومتر مربع مساحت و ۳۵۸ نفر جمعیت دارد و ۳۶۰ متر بالاتر از سطح دریا واقع شده‌است.